# Țigmandru
Țigmandru (węg. Cikmántor) – wieś w Rumunii, w okręgu Marusza, w gminie Nadeș. W 2011 roku liczyła 1078 mieszkańców.